# Централни равнини
Централните равнини (на английски: Central plains) са обширни равнини, във вътрешната част на Северна Америка, в САЩ и Канада. На югоизток и североизток са ограничени от Апалачите и Лорънсийските възвишения, на запад преминават във Великите равнини, а на юг – в Примексиканската низина. Надморската им височина варира от 150 m на юг до 500 m на северозапад.

## Геоложки строеж, релеф, полезни изкопаеми
Централните равнини заемат южните части на Северноамериканската платформа, кристалинния фундамент на която е препокрит от хоризонтални и слабо наклонени пластове от палеозойски шисти и варовици. В нейните предели са разработват находища на каменни въглища, нефт, каменна сол, оловно-цинкови руди (в платото Озарк, при Сейнт Джозеф) и барит. Представени са различни типове равнини: моренно-хълмисти, зандрови и езерни на север; моренни и льосови с големи долинни разчленения – в централните части; възвишения с типично ерозионен релеф и карст – на юг, в платото Озарк; на север са разположени множество куестови ридове (Ниагарски куест и др.), а на юг – ниските планини Уашита.

## Води, климат
По-голямата част от Централните равнини се дренират от система от речни долини, принадлежащи основно към водосборния басейн на река Мисисипи. На север са разположени група от големи езера с ледниково-ерозионен произход (Големите езера, Уинипег, Уинипегосис, Манитоба и др.). Климатът е умереноконтинентален, в крайния юг – субтропичен. Средната януарска температура варира от -20°С на север до 4°С на юг. През зимата често се редуват на значителни застудявания и затопляния и силни снежни бури. Средната юлска температура е от 18°С на север до 25°С на юг. Годишната сума на валежите е от 400 mm/m² на северозапад до 1200 mm/m² на югоизток.

## Почви, растителност
В почвената покривка на север преобладават кафявите горски почви, развити под смесени (смърч, бор, клен, липа, цуга) и широколистни (дъб, хикория) гори. На юг почвите са черноземновидни, образувани под високоревистите прерии. Последните практически са почти напълно унищожени в резултат от усвояването и заселването на тези земи през 18-ти и 19-ти век. На север, отделни горски масиви са се съхранили по възвишенията, неудобни за селскостопанска дейност. Най-разпространени в региона са гризачите. Централните равнини са един от най-важните селскостопански райони на САЩ и Канада, с развито зърнено производство и животновъдство. Над 3/4 от тяхната територия е заета от ливади и пасища. Тук са разположени и големи градски агломерации – Чикаго , Детройт, Кливлънд и др.